# Чуда света
Чуда света су: Седам светских чуда старог света, Седам светских чуда новог света, Седам светских чуда природе.
Седам светских чуда старог света су чуда која су људи градили у антици (већином хеленистичка култура), док су седам светских чуда новог света чуда која су људи изградили од времена Рима до данашњег дана.
Чуда света су међународна такмичења одржана 2007. и 2011. у Лисабону. Седам светских чуда природе су природна чуда.

## Седам светских чуда старог света
Седам свјетских чуда старог свјета су скуп архитектонских дела које су стари Грци, нарочито у хеленистичкој епохи, сматрали врхунцем људске креативности и генијалности. Међутим сва чуда су у рушевинама осим великих пирамида у Гизи.
Седам светских чуда старог света је међународно такмичење одржано 2007. године на иницијативу Бернарда Вебера, оснивача „Нове отворене светске корпорације“, која је и организовала овај догађај.
Седам светских чуда старог света су:
- - У Грчкој:
- Статуа Зевса у Олимпији
- Колос са Родоса
  - У Турској:
- Маузолеј у Халикарнасу
- Артемидин храм
  - У Ираку:
- Висећи вртови из Вавилона
  - И у Египту:
- Велике пирамиде у Гизи и
- Фарос у Александрији.

### Статуа Зевса у Олимпији
Статуа Зевса у Олимпији је једно од седам светских чуда, посвећена је богу Зевсу - врховном богу старих Грка у чију част су се одржавале Олимпијске игре, а налазила се на простору саме Олимпије по којој су игре и добиле назив. Када су Олимпијске игре почињале, ратови су престајали и спортисти из Блиског истока и Мале Азије су долазили да прославе Олимпијаду и да се клањају Зевсу.
Рачунање времена код старих Грка започиње 776. п. н. е. када се верује да је почело и одржавање Олимпијских игара.
Храм је изграђен око 450. п. н. е. Када је Грчка ојачала, у храму је направљена статуа Зевса. Римљани су покушали да пребаце статуу у Рим, али нису успјели. После тога, на Олимпији су почели велики земљотреси, али су статуу пре земљотреса Византинци пренели у Цариград. Убрзо је у пожару изгорела статуа. На Олимпији су остали само темељи и камени стубови од статуе.

### Колос са Родоса
Колос са Родоса је свјетско чудо. Иако је од времена изградње ове огромне статуе до њеног уништења протекло свега 56 година, ова својеврсна и непоновљива грађевина свакако је заслужила своје место међу светским чудима. Колос са Родоса је гигантска фигура и симбол јединства народа који је насељавао Родос. Ова статуа се налазила на самом улазу у луку Митраки острва Родос.
 За вријеме старих Грка, на Родосу су била три полиса. Убрзо су се они ујединили. Антагониди су напали Родос 305. п. н. е. Нису успјели да освоје град. За собом су оставили велики број ратне опреме. Становници Родоса су то продали и купили материјал за изградњу статуе. Завршена је 282. п. н. е. 226. п. н. е. Родос је погодио јак земљотрес и оставио колос у рушевинама. Око 900 година статуа је била у рушевинама, а 654. су Арапи освојили Родос и однијели остатке статуе.

### Маузолеј у Халикарнасу
Маузолеј у Халикарнасу је један од седам светских чуда. Био је надгробни споменик каријског краља Маузола. Висок је 50 метара. Маузолеј се налазио у граду Бодруму, на обали Егејског мора. Када је Персијско царство подијељено на провинције, провинција Карија се осамосталила. Маузол, краљ Карије је почео да гради огромну гробницу у којој кад умре треба да буде сахрањен. Изградња је завршена 350. п. н. е. након смрти краља и његове сестре.
У XV веку су га погодили земљотреси, а почетком 1500-их су га освојили Крсташи и од њега направили замак. Замак постоји још и данас.

### Артемидин храм
Артемидин храм је грчки храм посвећен богињи лова Артемиди. Изграђен је око 550. п. н. е. Данас се ту налазе само остаци од храма.
 Храм је служио као религијско здање, али и као пијаца. Храм су посјећивали странци, трговци, умјетници па чак и краљеви. У ноћи 21. јула 356. п. н. е. човек по имену Херостратус је, у намери да се прослави, запалио храм који је сагорео до темеља. Те ноћи је рођен Александар Велики. Када је освојио Малу Азију, Александар је обновио храм. Али,  храм је поново био срушен од стране Гота 262. Ефежани су хтјели да га обнове, али су убрзо преобраћени у хришћанство.

### Висећи вртови из Вавилона
Висећи вртови из Вавилона су свјетско чудо, које је Вавилонски цар Навукодоносор II изградио за своју жену Семирамиду.
Све до 20. века многе мистерије везане за висеће вртове нису биле откривене. Чак се и данас археолози боре да прикупе довољно доказа пре него изведу коначне закључке о тачној локацији вртова. Неки подаци указују да је храм изградио други цар, и то 1000 година касније.
 Новијим археолошким истраживањима древног града Вавилона у Ираку откривени су темељи краљевске палате, остаци лучних сводова и одличан систем наводњавања у јужном делу палате, као и масивни зидови дебљине 25 метара за које се претпоставља да су остаци самих тераса.

### Велике пирамиде
Велике пирамиде или Пирамиде у Гизи су свјетско чудо. Налазе се код Гизе. Оне су једино очувано Старо свјетско чудо. Постоје три велике пирамиде у Гизи. То су: Кеопсова пирамида, Кефренова пирамида и Микеринова пирамида. 
 
 Данас ово подручје, заједно са другим пирамидама и скулптуром Сфинге представља значајну туристичку атракцију. 1954. код Кеопсове пирамиде је пронађен Сунчев брод за који се вјерује да је њим превезено мртво тијело Кеопса у пирамиду. 
 Кеопсова пирамида је висока 138 метара, Кефренова пирамида је висока 136 метара, a Микеринова пирамида је висока 62 метра.

### Фарос у Александрији
Фарос у Александрији или светионик у Александрији је свјетско чудо саграђено између 300. и 280. п. н. е. на острву Фаросу. Он је омогућавао бродовима безбедан повратак у луку Александрију. Светлост светионика се могла видјети 50 километара далеко.
Изградњу је започео Птолемеј I Сотер. Завршена је послије његове смрти. Био је висок 117 метара. У подножју је имао око 300 соба. Светионик је био приказан на римским новчићима. Када су Арапи освојили Египат, престоницу су ставили у Александрију. Убрзо су ју пребацили у Каиро. Александрију су погодила три велика земљотреса око 1300-их. Светионик је био оштећен. Султан Египта је око 1800-их грађевину срушио и од ње на истом острву изградио тврђаву, коју су Британци срушили.
Данас се ту налази Поморски музеј.

## Седам светских чуда новог света
Седам светских чуда новог света су скуп архитектонских дела које су људи градили од Рима до данас и сматрали врхунцем људске креативности и генијалности.
Седам светских чуда новог света је међународно такмичење одржано 2007. године на иницијативу Бернарда Вебера, оснивача „Нове отворене светске корпорације“, која је и организовала овај догађај.
Седам светских чуда новог света су:
- у Јужној Америци:
  - Христос Спаситељ
  - Мачу Пикчу
- у Средњој Америци:
  - Чичен Ица
- у Европи:
  - Колосеум
- у Азији:
  - Петра
  - Таџ Махал и
  - Кинески зид

### Христос спаситељ
Христос спаситељ је скулптура изграђена на брду Корковаду у Бразилу изнад Рио де Жанеира. Висока је 38 метара. Идеје о градњи су се појавиле 1859. Касније су се поново појавиле 1921. Камен темељац је постављен 1922. Скулптура је грађена је пет година. Завршена је 12. октобра 1931.

### Мачу Пикчу
Мачу Пикчу је свети град Инка који се налази на Андима. Надморска висина је 2.350 метара. Он је смештен усред бујне вегетације коју наводњава река. Инке су га изградиле око 1300. године. Пронашао га је 1911. Американац Хајрам Бингам.
 Археолози тврде да је Мачу Пикчу био царски посед и религијско уточиште или тајни церемонијални град. Има око двеста грађевина. Изграђени су и канали за наводњавање. У центру града постоји жртвеник Инка, за који се мисли да може бити и опсерваторија. Зидине су изграђене од блокова камена.

### Чичен Ица
Чичен Ица је археолошко налазиште у Јукатану у Мексику кога су изградиле Маје. Од средине класичног периода, тј од око 600. године Чичен Ица је била велики град, достигавши свој врхунац, након што су већ пропали центри Маја у централним низијама на југу.
Толтеци су град освојили око 987. године и постао им је главни град. Почели су грађански ратови и буне па је Чичен Ица престала бити центар. 1538. шпански конкистадор је освојио град, али је наследила побуна Маја и град је поново враћен под њихову власт. У граду постоји велика степенаста пирамида Ел-Кастиљо, опсерваторија и храм ратника.

### Колосеум
Колосеум је амфитеатар у Риму. У њему су одржаване гладијаторске борбе, које је могло посматрати 50.000 гледалаца. Одржавале су се и борбе са животињама. Чак су некада пуштали и воду у њега да би се могле водити борбе бродовима. У случају пожара Колосеум би се испразнио за 10 минута. Градња је започета 72. године, а завршена око 81.

### Петра
Петра је била главни град Арапског краљевства Набатејаца. Налази се у Јордану. Познат је по воденим тунелима и каменим структурама уклесаним у стијену.
Откривен је 1812. Највећу славу је доживио за вријеме Римљана. Могао се освојити само са сјеверне стране. Био је једино мјесто између Арабије и Јордана гдје је било много воде.
 Када је откривен поморски пут до Индије, каравани који су прије пролазили кроз Петру, сада су ишли другим путем. Тада је Петра изгубила значај.

### Таџ Махал
Таџ Махал је грађевина коју је Шах Џахан изградио за своју жену. Саграђен је на обали реке Џамуне. Налази се у Агри у Индији. Изграђена је између 1631. и 1654. Градило ју је 22.000 људи.
Таџ Махал се сматра врхунским остварењем могулске архитектуре, стила који комбинује елементе персијских, индијских и исламских архитектонских стилова. Градња је почела око 1632, а завршена око 1653. Испред грађевине се налази огроман врт.

### Кинески зид
Кинески зид или Велики зид је највећа грађевина на свету. Налази се у близини границе Кине и Монголије. Изградили су га Кинези ради одбране Кине од Монгола. Дугачак је 8.851 километар, а висок 10 до 16 метара. Протеже се од Жутог мора до степа средње Азије.
Грађен је од земље, камена и цигле. Градња је трајала са прекидима од II века п. н. е. до 17. века н. е. Сваких 100 метара, на зиду, постоје одбрамбени торњеви. Процјењује се да постоји 25.000 кула на зиду. На већим растојањима су изграђене касарне, седишта снабдевања за браниоце и команде. Пренос поруке о кретању непријатеља је сигнализирана помоћу димних сигнала. Један сигнал је значио 100 непријатеља, два сигнала 500, три сигнала преко 1.000 непријатеља.
Наводно се веровало да се кинески зид може видјети и са Mјесеца, што је ипак нетачно.

## Седам нових светских чуда природе
Седам светских чуда природе је међународно такмичење одржано 11. новембра 2011. на иницијативу Бернарда
Вебера.
Седам светских чуда природе су:
- Амазонија и река Амазон,
- Залив Халонг,
- Водопади Игуасу (национални парк) ,
- Острво Чеџу,
- Острво Комодо (национални парк),
- Подземна река Порто Принцеса (национални парк) и
- Стона планина.

### Амазонија
Амазонија је велико шумско пространство на сјеверу Јужне Америке. Добила је име по ријеци Амазон. Заузима површину од 5,5 милиона квадратних километара. Простире се на територији девет држава: Бразил, Колумбија, Перу, Венецуела, Еквадор, Боливија, Гвајана, Суринам и Француска Гвајана.

### Залив Халонг
Залив Халонг је популарно туристичко одредиште које се налази на сјевероистоку Вијетнама, у Јужном кинеском мору. Залив обухвата више од три хиљаде острва и острваца, морског стјења и пећина. Површина залива је око 1.500 km². Халонг значи "гдје се змај спустио у море". Према легенди, острва је формирао велики Халонг змај. Клима је тропска и влажна, са две сезоне: врелим, влажним летима и хладним сувим зимама.